# Xylopia emarginata
Xylopia emarginata este o specie de plante angiosperme din genul Xylopia, familia Annonaceae, descrisă de Carl Friedrich Philipp von Martius. Conține o singură subspecie: X. e. duckei.